# シルヴァン・カルザティ
シルヴァン・カルザティ（Sylvain Calzati、1979年7月1日 - ）は、フランス、リヨン出身の自転車競技（ロードレース）選手。

## 経歴
父、クリスティアンも、プロロードレース選手としての経験を持つ。
2003年、バルロワールドと契約を結び、プロ転向。
2004年、サン＝カンタン・オクトに移籍したが、5月15日にRAGT・スマンスへ再移籍。
- ツール・ド・フランス初出場、総合71位
- ツール・ド・ラヴニール総合優勝。

2005年、AG2R・ラ・モンディアルに移籍。
2006年
- ツール・ド・フランス第8ステージ優勝、総合34位。
- ジロ・デ・イタリア初出場、総合79位。

2009年、アグリテュベルに移籍。
2010年、チーム・スカイに移籍。
2011年、ブルターニュ・シュラーに移籍し、同年引退。